# Sheldon (Derbyshire)
Sheldon – wieś w Anglii, w hrabstwie Derbyshire, w dystrykcie Derbyshire Dales. Leży 38 km na północny zachód od miasta Derby i 219 km na północny zachód od Londynu.